# اچ‌ام‌اس پتارد (جی۵۶)
اچ‌ام‌اس پتارد (جی۵۶) (به انگلیسی: HMS Petard (G56)) یک کشتی بود که طول آن ۳۶۲ فوت ۹ اینچ (۱۱۰٫۵۷ متر) بود. این کشتی در سال ۱۹۴۱ ساخته شد.